# COVID-19 в Канаде
Распространение COVID-19 в Канаде — распространение пандемии коронавируса (COVID-19) по территории Канады. Первый подтверждённый случай на территории Канады был выявлен 25 января 2020 у мужчины, вернувшегося в Торонто после путешествия по Китаю, включая город Ухань. По состоянию на 13 ноября 2020 года в Канаде официально было выявлено 287 318 подтверждённых случаев, из них 230 646 выздоровел, 10 828 умерли; за всё время было проведено свыше 10 000 000 тестов.

## Хронология

### Январь
15 января федеральное правительство привело в полную готовность Центры по управлению чрезвычайными ситуациями.
17 января Канадское агентство приграничной службы вывесило информационные листы про коронавирус в аэропортах Торонто, Монреаля и Ванкувера, а также добавило ряд вопросов касаемо состояния здоровья в электронных киосках для пассажиров, которые прибывают из центрального Китая. Из Уханя в Канаду нет прямых рейсов.
23 января Министр здравоохранения Патти Хайду сообщила, что на предмет наличия вируса проводится мониторинг над 5 людьми.
25 января идентифицирован первый потенциальный случай коронавируса в Канаде у 50-летнего мужчины, который путешествовал между Уханем и Гуанчжоу, прежде чем вернуться в Торонто 22 января. Канада выпустила консультативную рекомендацию против ненужных путешествий в Китай во время эпидемии, включая все региональные направления в провинцию Хубэй. Федеральные представители здравоохранения объявили, что уровень возможности заразиться вирусом в Канаде низкий. 27 января финальный тест, проводившийся в Национальной лаборатории микробиологии в Виннипеге подтвердил первый официальный случай коронавируса в Канаде.
29 января Министр иностранных дел Канады Франсуа-Филипп Шампань сообщил, что для репатриации канадцев из поражённой вирусом территории Китая будет отправлен самолёт.

### Февраль
2 февраля Вооружённые силы Канады объявили, что планируют отправить чартерный самолёт для помощи в эвакуации канадцев, которые всё ещё присутствуют в Ухане, как только получат авторизацию от Китая; в планы входил вывоз людей на Канадскую военную базу Трентон для репатриации и медицинского наблюдения. Лишь те, кто въехал в страну с канадским паспортом имели возможность воспользоваться этим рейсом. Первый самолёт приземлился в Трентоне 7 февраля. 21 февраля также прибыли 131 канадец, находившиеся на карантине на борту судна Diamond Princess после вспышки эпидемии на борту во время круиза в Японии; канадские пассажиры судна — все канадцы показали негативный тестовый результат на заболевание вирусом — были привезены на базу Трентон для дополнительного осмотра перед тем, как были перевезены на автобусе в Корнуолла для дальнейшего карантина.
26 февраля Хайду порекомендовала населению закупиться продуктами питания и медикаментами, поясняя, что «лучше быть подготовленными, поскольку дела могут очень быстро измениться [в случае критического положения]». Её рекомендация получила ряд негативных откликов от политиков: министр здравоохранения Манитобы Камерон Фризен и министр здравоохранения Онтарио Кристин Эллиот указали, что сейчас нет необходимости для агрессивного запасания продуктами; Фризен также сказал, что между федеральным и провинциальным уровнями должно быть больше координации касаемо информации о вспышке вируса. Министр Консервативной партии Канады Мэтт Дженеру высказал мысль, что рекомендация Хайду подстрекала к беспокойству и была недальновидна. Сайт Health Canada выступил против таких "тяжёлых" закупок населением, чтобы избежать нагрузки на дистрибьюторские сети и систему перевозок товаров, а также пояснил, что наличие запаса продуктов служит для того, чтобы «обеспечить вам возможность не покидать дом на пике эпидемии, либо если вы заболеете.»

### Март
6 марта Хайду сообщила, что федеральное правительство предлагает $27 миллионов для финансирования 47 исследовательских групп в 19 университетах для разработки средств управления эпидемией. Министр Финансов Билл Морно уведомил, что следующий федеральный бюджет будет включать средства для ответа на эпидемию, включая урегулирование повышения риска касаемо нестабильности запасов провизии.
8 марта Шампань заявил, что по запросу от Правительства США, Канада наняла пассажирский самолёт EuroAtlantic Airways для эвакуации 237 граждан, которые были до этого на борту судна Grand Princess. 10 марта самолёт с пассажирами приземлился на базе Трентон, а все люди были помещены на карантин на две недели.
9 марта член парламента Энтони Хаузфазер сообщил, что во избежание контактов отправился на самоизоляцию из-за возможного контакта с человеком, заболевшим вирусом, на конференции Американо-израильского комитета по общественным связям, которая проходила в Вашингтоне. На следующий день Министр природных ресурсов Шеймус О'Реган объявил, что также самоизолировался в ожидании результатов теста на коронавирус. Он был на осмотре у врача из-за продолжительной простуды, который порекомендовал пройти тест, хотя сам министр "не был уве́домлен о контактировании с каким-либо инфицированным". Результат теста оказался негативным.
11 марта премьер-министр Джастин Трюдо сообщил про $1-миллиардный фонд реагирования, в который входило $500 миллионов для провинций и территорий, взнос на $50 миллионов Всемирной организации здравоохранения и дополнительные $275 миллионов для финансирования исследовательских работ над COVID-19 в Канаде. Министр экономического развития и официальных языков Мелани Джоли сообщила, что сейчас находится на дискуссиях о выделении средств индустрии авиаперелётов потерпевшей значительные потери из-за эпидемии вируса.
12 марта при обследовании после возвращения с переговоров в Лондоне, жена Трюдо, Софи Грегуар Трюдо, получила положительный тест на коронавирус. Она и премьер-министр отправились на самоизоляцию. На следующий день Трюдо объявил, что федеральное правительство готовит стимулирующий пакет для пострадавших от пандемии.
16 марта Трюдо анонсировал, что после полуночи на 18 марта в Канаде начнётся новое ограничение на въезд, главным образом ограничивая въезд в страну граждан Канады, их ближайших родственников и постоянных жителей. Большинство международных полётов переводится в наибольшие канадские аэропорты для увеличения возможности обследования при въезде в страну. Министр иностранных дел Шампань также сообщил, что страна выделит до $5,000 каждому гражданину Канады, который всё ещё находится за рубежом, чтобы покрыть затраты на проезд и вещи первой необходимости, пока они не смогут вернуться назад.
28 марта Софи Грегуар Трюдо поблагодарила в социальных сетях за поддержку во время её болезни и сообщила о полном выздоровлении. В это время премьер-министр сообщил, что продолжит находиться на самоизоляции на дополнительные две недели, чтобы убедиться, что не заразился вирусом.

### Апрель-май
Наиболее сильно эпидемия COVID-19 отразилась на функционировании канадской системы домов престарелых. Вклад этих учреждений в смертность, связанную с вирусом COVID-19, в целом по Канаде достигает 8 смертей из 10. В апреле 2020 года на поддержание порядка в домах престарелых, наиболее сильно затронутых эпидемией COVID-19 были брошены военные медики. Они доложили, что условия содержания пациентов в домах престарелых не соответствуют правилам. По заявлению военнослужащих, регламент гигиены их содержания не соблюдался повсеместно, что приводило к инфекционным заболеваниям. Вдобавок к этому были обнаружены гниющие продукты питания, тараканы, грязные предметы личного пользования. В одном из учреждений персонал игнорировал просьбы постояльцев о помощи, в другом — неделями не предоставлял пациентам возможность принимать ванну. Наиболее серьёзно пострадавшими стали дома престарелых в Онтарио и Квебеке. Премьер-министр Онтарио Даг Форд назвал данные обстоятельства шокирующими и потребовал провести расследование. Число умерших пациентов в пяти заведениях по Онтарио, где работали канадские военнослужащие достигло 225 человек. Среди военных не менее 36 человек заразились вирусом.

## Действия правительства

### Провинции и территории
| Провинция / Территория     | Провинция / Территория     | Объявление чрезвычайного положения | Запрет собраний                  | Приказы о закрытии | Приказы о закрытии | Приказы о закрытии                                         | Приказы о закрытии                  | Источники            |
| Провинция / Территория     | Провинция / Территория     | Объявление чрезвычайного положения | Запрет собраний                  | Школы              | Детские сады       | Рестораны                                                  | Бары                                | Источники            |
| -------------------------- | -------------------------- | ---------------------------------- | -------------------------------- | ------------------ | ------------------ | ---------------------------------------------------------- | ----------------------------------- | -------------------- |
| Альберта                   | Альберта                   | 17 марта                           | 50 или больше                    | Да                 | Да                 | Нет, ограничено количество клиентов                        | Да                                  | [ 36 ]               |
| Британская Колумбия        | Британская Колумбия        | 18 марта                           | 50 или больше                    | Да                 | Нет                | Да                                                         | Да                                  | [ 37 ] [ 38 ] [ 39 ] |
| Манитоба                   | Манитоба                   | 20 марта                           | 50 или больше                    | Да                 | Да                 | Нет, ограничено количество клиентов                        | Нет, ограничено количество клиентов | [ 40 ]               |
| Нью-Брансуик               | Нью-Брансуик               | 19 марта                           | 10 или больше                    | Да                 | Да                 | Да                                                         | Да                                  | [ 41 ]               |
| Ньюфаундленд и Лабрадор    | Ньюфаундленд и Лабрадор    | 18 марта                           | 50 или больше                    | Да                 | Да                 | Нет, ограничено количество клиентов и физическая дистанция | Да                                  | [ 42 ]               |
| Северо-Западные территории | Северо-Западные территории | 18 марта                           | Всё ещё без ограничений          | Рекомендовано      | Нет                | Нет                                                        | Нет                                 | [ 43 ]               |
| Новая Шотландия            | Новая Шотландия            | 22 марта                           | 5 или больше                     | Да                 | Да                 | Да                                                         | Да                                  | [ 44 ] [ 45 ]        |
| Нунавут                    | Нунавут                    | 18 марта                           | Всё ещё без ограничений          | Да                 | Да                 | Да                                                         | Да                                  | [ 46 ]               |
| Онтарио                    | Онтарио                    | 17 марта                           | 50 или больше                    | Да                 | Да                 | Да                                                         | Да                                  | [ 47 ]               |
| Остров Принца Эдуарда      | Остров Принца Эдуарда      | 16 марта                           | Всё ещё без ограничений          | Да                 | Да                 | Да                                                         | Да                                  | [ 48 ]               |
| Квебек                     | Квебек                     | 12 марта                           | Никого за пределами места работы | Да                 | Да                 | Да, лишь доставка                                          | Да                                  | [ 49 ] [ 50 ]        |
| Саскачеван                 | Саскачеван                 | 18 марта                           | 25 или больше                    | Да                 | Нет                | Да                                                         | Да                                  | [ 51 ] [ 52 ]        |
| Юкон                       | Юкон                       | 18 марта                           | 50 или больше                    | Да                 | Нет                | Нет                                                        | Нет                                 | [ 53 ]               |

### Хронология мер
С 1 октября 2022 года отменены все ограничения на въезд, в том числе не требуется предоставления сертификата о вакцинации от коронавируса, ПЦР-теста и прохождения карантина.

## Данные
| Графики недоступны из-за технических проблем. См. информацию на Фабрикаторе и на mediawiki.org. | Графики недоступны из-за технических проблем. См. информацию на Фабрикаторе и на mediawiki.org. |

| Графики недоступны из-за технических проблем. См. информацию на Фабрикаторе и на mediawiki.org. | Графики недоступны из-за технических проблем. См. информацию на Фабрикаторе и на mediawiki.org. |

## Галерея
- Пустые полки с туалетной бумагой 12 марта 2020 года в Atlantic Superstore в Галифаксе